# Lindsaea digitata
Lindsaea digitata är en ormbunkeart som beskrevs av Lehtonen och Tuomisto. Lindsaea digitata ingår i släktet Lindsaea och familjen Lindsaeaceae. Inga underarter finns listade.